# Grande Prêmio da Hungria de 2023
O Grande Prêmio da Hungria de 2023 (formalmente denominado FORMULA 1 QATAR AIRWAYS HUNGARIAN GRAND PRIX 2023) foi a décima primeira etapa da temporada de 2023 da Fórmula 1. Foi disputada em 23 de julho de 2023 no Circuito de Hungaroring, em Budapeste, Hungria.

## Antecedentes
O Grande Prêmio da Hungria teve, pela primeira vez, transmissão especial para crianças, que foi criado pela F1 em parceria com a Sky Sports.
Apesar da greve dos roteiristas e atores dos Estados Unidos foram rodadas cenas de um futuro filme de F1, no qual o ator estadounidense Brad Pitt interpreta o papel principal do piloto de F1 Sonny Hayes. Pórem, Pitt não participou das filmagens porque ele é um membro proeminente do Sindicato dos Atores de Hollywood.

## Resumo
Lewis Hamilton largou da pole, mas foi logo ultrapassado por Max Verstappen e as duas McLarens de Oscar Piastri e Lando Norris. Verstappen liderou o resto da corrida direto para a bandeira quadriculada e, fez também a volta mais rápida. Seu companheiro na Red Bull, Sergio Pérez largou da nona posição e terminou em terceiro lugar, enquanto Norris terminou em segundo.
O polesitter Hamilton terminou em quarto lugar atrás de Pérez. O australiano Daniel Ricciardo, que retornou à F1, terminou em décimo terceiro lugar.
O início da corrida foi dramático para a Alpine após Esteban Ocon e Pierre Gasly teram batido um contra o outro e, por este motivo não puderam continuar.
Foi a segunda vitória de Verstappen na Hungria e sua sétima consecutiva. Sua equipe Red Bull venceu doze corridas de F1 consecutivas, quebrando assim o recorde de onze da McLaren que datava da temporada de 1988 e, que foi estabelecido pelos legendários pilotos de F1 Ayrton Senna e Alain Prost.
No pódio, Norris quebrou acidentalmente o troféu de Verstappen – um vaso Herend feito à mão avaliado em cerca de 40.000 euro – durante as comemorações.

## Resultados

### Treino classificatório
| Pos.                | No. | Piloto           | Construtor            | Tempo qualificatório | Tempo qualificatório | Tempo qualificatório | Grid final |
| Pos.                | No. | Piloto           | Construtor            | Q1                   | Q2                   | Q3                   | Grid final |
| ------------------- | --- | ---------------- | --------------------- | -------------------- | -------------------- | -------------------- | ---------- |
| 1                   | 44  | Lewis Hamilton   | Mercedes              | 1:18.577             | 1:17.427             | 1:16.609             | 1          |
| 2                   | 1   | Max Verstappen   | Red Bull Racing-Honda | 1:18.318             | 1:17.547             | 1:16.612             | 2          |
| 3                   | 4   | Lando Norris     | McLaren-Mercedes      | 1:18.697             | 1:17.328             | 1:16.694             | 3          |
| 4                   | 81  | Oscar Piastri    | McLaren-Mercedes      | 1:18.464             | 1:17.571             | 1:16.905             | 4          |
| 5                   | 24  | Zhou Guanyu      | Alfa Romeo-Ferrari    | 1:18.143             | 1:17.700             | 1:16.971             | 5          |
| 6                   | 16  | Charles Leclerc  | Ferrari               | 1:18.440             | 1:17.580             | 1:16.992             | 6          |
| 7                   | 77  | Valtteri Bottas  | Alfa Romeo-Ferrari    | 1:18.775             | 1:17.563             | 1:17.034             | 7          |
| 8                   | 14  | Fernando Alonso  | Aston Martin-Mercedes | 1:18.580             | 1:17.701             | 1:17.035             | 8          |
| 9                   | 11  | Sergio Pérez     | Red Bull Racing-Honda | 1:18.360             | 1:17.675             | 1:17.045             | 9          |
| 10                  | 27  | Nico Hülkenberg  | Haas-Ferrari          | 1:18.695             | 1:17.652             | 1:17.186             | 10         |
| 11                  | 55  | Carlos Sainz Jr. | Ferrari               | 1:18.393             | 1:17.703             | N/A                  | 11         |
| 12                  | 31  | Esteban Ocon     | Alpine-Renault        | 1:18.854             | 1:17.841             | N/A                  | 12         |
| 13                  | 3   | Daniel Ricciardo | AlphaTauri-Red Bull   | 1:18.906             | 1:18.002             | N/A                  | 13         |
| 14                  | 18  | Lance Stroll     | Aston Martin-Mercedes | 1:18.782             | 1:18.144             | N/A                  | 14         |
| 15                  | 10  | Pierre Gasly     | Alpine-Renault        | 1:18.743             | 1:18.217             | N/A                  | 15         |
| 16                  | 23  | Alexander Albon  | Williams-Mercedes     | 1:18.917             | N/A                  | N/A                  | 16         |
| 17                  | 22  | Yuki Tsunoda     | AlphaTauri-Red Bull   | 1:18.919             | N/A                  | N/A                  | 17         |
| 18                  | 63  | George Russell   | Mercedes              | 1:19.027             | N/A                  | N/A                  | 18         |
| 19                  | 20  | Kevin Magnussen  | Haas-Ferrari          | 1:19.206             | N/A                  | N/A                  | 19         |
| 20                  | 2   | Logan Sargeant   | Williams-Mercedes     | 1:19.248             | N/A                  | N/A                  | 20         |
| 107% time: 1:23.613 |     |                  |                       |                      |                      |                      |            |
| Fonte:              |     |                  |                       |                      |                      |                      |            |

### Corrida
| Pos.                                                                          | No. | Piloto           | Construtor            | Voltas | Tempo/Retirado    | Grid | Pontos |
| ----------------------------------------------------------------------------- | --- | ---------------- | --------------------- | ------ | ----------------- | ---- | ------ |
| 1                                                                             | 1   | Max Verstappen   | Red Bull Racing-Honda | 70     | 1:38:08.634       | 2    | 26     |
| 2                                                                             | 4   | Lando Norris     | McLaren-Mercedes      | 70     | +33.731           | 3    | 18     |
| 3                                                                             | 11  | Sergio Pérez     | Red Bull Racing-Honda | 70     | +37.603           | 9    | 15     |
| 4                                                                             | 44  | Lewis Hamilton   | Mercedes              | 70     | +39.134           | 1    | 12     |
| 5                                                                             | 81  | Oscar Piastri    | McLaren-Mercedes      | 70     | +1:02.572         | 4    | 10     |
| 6                                                                             | 63  | George Russell   | Mercedes              | 70     | +1:05.825         | 18   | 8      |
| 7                                                                             | 16  | Charles Leclerc  | Ferrari               | 70     | +1:10.317         | 6    | 6      |
| 8                                                                             | 55  | Carlos Sainz Jr. | Ferrari               | 70     | +1:11.073         | 11   | 4      |
| 9                                                                             | 14  | Fernando Alonso  | Aston Martin-Mercedes | 70     | +1:15.709         | 8    | 2      |
| 10                                                                            | 18  | Lance Stroll     | Aston Martin-Mercedes | 69     | +1 lap            | 14   | 1      |
| 11                                                                            | 23  | Alexander Albon  | Williams-Mercedes     | 69     | +1 lap            | 16   |        |
| 12                                                                            | 77  | Valtteri Bottas  | Alfa Romeo-Ferrari    | 69     | +1 lap            | 7    |        |
| 13                                                                            | 3   | Daniel Ricciardo | AlphaTauri-Red Bull   | 69     | +1 lap            | 13   |        |
| 14                                                                            | 27  | Nico Hülkenberg  | Haas-Ferrari          | 69     | +1 lap            | 10   |        |
| 15                                                                            | 22  | Yuki Tsunoda     | AlphaTauri-Red Bull   | 69     | +1 lap            | 17   |        |
| 16                                                                            | 24  | Zhou Guanyu      | Alfa Romeo-Ferrari    | 69     | +1 lap            | 5    |        |
| 17                                                                            | 20  | Kevin Magnussen  | Haas-Ferrari          | 69     | +1 lap            | 19   |        |
| 18                                                                            | 2   | Logan Sargeant   | Williams-Mercedes     | 67     |                   | 20   |        |
| Ret                                                                           | 31  | Esteban Ocon     | Alpine-Renault        | 2      | Dano após colisão | 12   |        |
| Ret                                                                           | 10  | Pierre Gasly     | Alpine-Renault        | 1      | Dano após colisão | 15   |        |
| Volta mais rápida: Max Verstappen (Red Bull Racing-Honda) – 1:20.504 (lap 53) |     |                  |                       |        |                   |      |        |
| Fonte:                                                                        |     |                  |                       |        |                   |      |        |

## Curiosidades
- Pole position de Lewis Hamilton desde Arábia Saudita 2021 que foi a última pole dele,[12] e a última pole da Mercedes também foi na Hungria ano passado com George Russell.

- RedBull bateu o recorde de 12 vitórias seguidas na Fórmula 1 com Max Verstappen e Sergio Pérez, o recorde anterior era da McLaren de 11 vitórias consecutivas em 1988 com Alain Prost e Ayrton Senna.[13]

## Tabela do Campeonato após a corrida
|        | Pos. | Piloto          | Pontos |
| ------ | ---- | --------------- | ------ |
|        | 1    | Max Verstappen  | 281    |
|        | 2    | Sergio Pérez    | 171    |
|        | 3    | Fernando Alonso | 139    |
|        | 4    | Lewis Hamilton  | 133    |
| 1      | 5    | George Russell  | 90     |
| Fonte: |      |                 |        |

|        | Pos. | Construtor            | Pontos |
| ------ | ---- | --------------------- | ------ |
|        | 1    | Red Bull Racing-Honda | 452    |
|        | 2    | Mercedes              | 223    |
|        | 3    | Aston Martin-Mercedes | 184    |
|        | 4    | Ferrari               | 167    |
|        | 5    | McLaren-Mercedes      | 87     |
| Fonte: |      |                       |        |

- Nota: Apenas as cinco primeiras posições estão incluídas para ambos os conjuntos de classificação.